# Annual Reports in Medicinal Chemistry
Annual Reports in Medicinal Chemistry, abgekürzt Annu. Rep. Med. Chem., ist eine wissenschaftliche Fachzeitschrift, die seit 2015 von der American Chemical Society veröffentlicht wird. Die Zeitschrift erscheint derzeit jährlich. Es werden Übersichtsarbeiten aus der medizinischen Chemie veröffentlicht.
Der Impact Factor lag im Jahr 2014 bei 1,356. Nach der Statistik des ISI Web of Knowledge wird das Journal mit diesem Impact Factor in der Kategorie Pharmakologie und Pharmazie an 187. Stelle von 254 Zeitschriften und in der Kategorie medizinische Chemie an 44. Stelle von 59 Zeitschriften geführt.